# Persone di nome Annie
| Questa pagina contiene informazioni ricavate automaticamente dalle voci biografiche con l'ausilio del template Bio e di un bot. L'aggiornamento è periodico e automatico e ricostruisce completamente la pagina. Se manca una persona in questa lista, sei pregato di non aggiungerla, ma accertati piuttosto che la sua voce biografica contenga il template Bio e che i dati anagrafici siano correttamente compilati. Se il template Bio manca, inseriscilo tu stesso o, in alternativa, metti l'avviso {{tmp\|Bio}} che ne segnala la mancanza. Se i dati riportati sono sbagliati, correggi direttamente la voce biografica; le modifiche saranno visibili in questa lista entro pochi giorni. Per chiarimenti vedi il progetto antroponimi. La lista contiene solo le 87 persone che sono citate nell'enciclopedia e per le quali è stato implementato correttamente il template Bio. Pagina aggiornata al 6 ago 2025. |

Questa è una lista di persone presenti nell'enciclopedia che hanno il nome Annie, suddivise per attività principale.

## Alpiniste(1)
- Annie Smith Peck, alpinista e attivista statunitense (Providence, n. 1850 - New York, † 1935)

## Annunciatrici televisive(1)
- Annie Ninchi, annunciatrice televisiva e conduttrice radiofonica italiana (Pesaro, n. 1926 - Ordona, † 2008)

## Artiste(1)
- Annie Pootoogook, artista canadese (Cape Dorset, n. 1969 - Ottawa, † 2016)

## Astronome(2)
- Annie Jump Cannon, astronoma statunitense (Dover, n. 1863 - Cambridge, † 1941)
- Annie Scott Dill Maunder, astronoma e matematica britannica (Strabane, n. 1868 - Wandsworth, † 1947)

## Attiviste(5)
- Annie Besant, attivista, saggista e esoterista britannica (Londra, n. 1847 - Adyar, † 1933)
- Annie Glenn, attivista statunitense (Columbus, n. 1920 - Saint Paul, † 2020)
- Annie Kenney, attivista inglese (Springhead, n. 1879 - Letchworth Garden City, † 1953)
- Annie Leonard, attivista statunitense (Seattle, n. 1964)
- Annie Dodge Wauneka, attivista statunitense (Deer Spring, vicino Sawmill, n. 1910 - Toyei, † 1997)

## Attrici(16)
- Annie Belle, attrice francese (Parigi, n. 1956 - Lannemezan, † 2024)
- Annie Corley, attrice statunitense (Lafayette, n. 1960)
- Annie Esmond, attrice britannica (Surrey, n. 1873 - † 1945)
- Annie Girardot, attrice francese (Parigi, n. 1931 - Parigi, † 2011)
- Annie Golden, attrice e cantante statunitense (New York, n. 1951)
- Annie Gorassini, attrice e paroliera italiana (Milano, n. 1941)
- Annie Grégorio, attrice francese (Nérac, n. 1957)
- Annie Ilonzeh, attrice statunitense (Grapevine, n. 1983)
- Annie McEnroe, attrice statunitense (n. 1955)
- Annie Murphy, attrice canadese (Ottawa, n. 1986)
- Annie Papa, attrice e ex modella italiana (Salerno, n. 1958)
- Annie Potts, attrice e doppiatrice statunitense (Nashville, n. 1952)
- Annie Starke, attrice statunitense (Bedford, n. 1988)
- Annie Vernay, attrice francese (Ginevra, n. 1921 - Buenos Aires, † 1941)
- Annie Wersching, attrice statunitense (Saint Louis, n. 1977 - Los Angeles, † 2023)
- Annie Yi, attrice taiwanese (Taipei, n. 1969)

## Attrici pornografiche(2)
- Annie Cruz, attrice pornografica statunitense (Stockton, n. 1984)
- Annie Sprinkle, ex attrice pornografica statunitense (Filadelfia, n. 1954)

## Avventuriere(1)
- Annie Londonderry, avventuriera, ciclista e imprenditrice statunitense (Lettonia - New York, † 1947)

## Botaniche(1)
- Annie Morrill Smith, botanica statunitense (Brooklyn, n. 1856 - † 1946)

## Cantanti(7)
- Annie Crummer, cantante neozelandese (n. 1966)
- Annie Haslam, cantante e compositrice britannica (Bolton, n. 1947)
- Annie Palmen, cantante olandese (IJmuiden, n. 1926 - † 2000)
- Annie Philippe, cantante francese (Ménilmontant, n. 1946)
- Annie Ross, cantante e attrice britannica (Londra, n. 1930 - New York, † 2020)
- Sheila, cantante e attrice francese (Créteil, n. 1945)
- Annie Villeneuve, cantante canadese (Saguenay, n. 1983)

## Cestiste(2)
- Annie Burgess, ex cestista papuana (Port Moresby, n. 1969)
- Annie Prugneau, cestista francese (Montbouton, n. 1935 - Clermont-Ferrand, † 2024)

## Circensi(2)
- Annie Fratellini, circense, attrice e musicista francese (Algeri, n. 1932 - Neuilly-sur-Seine, † 1997)
- Annie Jones, circense statunitense (Marion, n. 1865 - Brooklyn, † 1902)

## Conduttrici radiofoniche(2)
- Annie Mazzola, conduttrice radiofonica italiana (Lodi, n. 1991)
- Annie Nightingale, conduttrice radiofonica, disc jockey e conduttrice televisiva britannica (Osterley, n. 1940 - Londra, † 2024)

## Contralti(1)
- Annie Louise Cary, contralto statunitense (Wayne, n. 1842 - Norwalk, † 1921)

## Cuoche(1)
- Annie Féolde, cuoca francese (Nizza, n. 1945)

## Drammaturghe(1)
- Annie Baker, drammaturga e regista statunitense (Boston, n. 1981)

## Fumettiste(1)
- Annie Goetzinger, fumettista e stilista francese (Parigi, n. 1951 - Boulogne-Billancourt, † 2017)

## Giocatrici di beach volley(1)
- Annie Martin, ex giocatrice di beach volley canadese (Lachine, n. 1981)

## Giocatrici di poker(1)
- Annie Duke, giocatrice di poker statunitense (Concord, n. 1965)

## Illustratrici(1)
- Anne Anderson, illustratrice scozzese (n. 1874 - † 1952)

## Imprenditrici(1)
- Annie Turnbo Malone, imprenditrice, inventrice e filantropa statunitense (Metropolis, n. 1877 - Chicago, † 1957)

## Informatiche(1)
- Annie Easley, informatica e matematica statunitense (Birmingham, n. 1933 - Cleveland, † 2011)

## Insegnanti(1)
- Annie Edson Taylor, insegnante statunitense (Auburn, n. 1838 - Lockport, † 1921)

## Micologhe(1)
- Annie Lorrain Smith, micologa britannica (Liverpool, n. 1854 - Londra, † 1937)

## Modelle(3)
- Annie Garrigues, modella francese (Perpignano, n. 1919)
- Annie Morton, supermodella statunitense (Pennsylvania, n. 1970)
- Annie Oliv, modella svedese (Jönköping, n. 1987)

## Multipliste(1)
- Annie Kunz, multiplista statunitense (Wheat Ridge, n. 1993)

## Nuotatrici(2)
- Annie Lazor, nuotatrice statunitense (Detroit, n. 1994)
- Annie Speirs, nuotatrice britannica (Liverpool, n. 1889 - Liverpool, † 1926)

## Pallavoliste(1)
- Annie Mitchem, pallavolista statunitense (Friendswood, n. 1994)

## Pattinatrici di short track(1)
- Annie Perreault, ex pattinatrice di short track canadese (Windsor, n. 1971)

## Pianiste(1)
- Annie Fischer, pianista ungherese (Budapest, n. 1914 - Budapest, † 1995)

## Pistard(1)
- Annie Foreman-Mackey, ex pistard e ex ciclista su strada canadese (Kingston, n. 1991)

## Pittrici(2)
- Annie Swynnerton, pittrice britannica (Hulme, n. 1844 - Hayling Island, † 1933)
- Charley Toorop, pittrice olandese (Katwijk, n. 1891 - Bergen, † 1955)

## Politiche(3)
- Annie Genevard, politica francese (Audincourt, n. 1956)
- Annie Lööf, politica svedese (Värnamo, n. 1983)
- Annie Mascarene, politica indiana (Thiruvananthapuram, n. 1902 - † 1963)

## Registe(1)
- Annie Griffin, regista, sceneggiatrice e produttrice cinematografica statunitense (New York, n. 1960)

## Sciatrici alpine(3)
- Annie Laurendeau, ex sciatrice alpina canadese (Montréal, n. 1968)
- Annie E. Manshaus, ex sciatrice alpina norvegese (n. 1968)
- Annie Winquist, ex sciatrice alpina norvegese (n. 1993)

## Scrittrici(7)
- Annie Cohen-Solal, scrittrice e storica francese (Algeri, n. 1948)
- Annie Sophie Cory, scrittrice indiana (Rawalpindi, n. 1868 - Lanzo d'Intelvi, † 1952)
- Annie Dillard, scrittrice e saggista statunitense (Pittsburgh, n. 1945)
- Annie Ernaux, scrittrice e giornalista francese (Lillebonne, n. 1940)
- Annie Messina, scrittrice italiana (n. 1910 - Roma, † 1996)
- Annie Proulx, scrittrice statunitense (Norwich, n. 1935)
- Annie Turner Wittenmyer, scrittrice statunitense (Sandy Springs, n. 1827 - Pottstown, † 1900)

## Storiche(1)
- Annie Lacroix-Riz, storica francese (n. 1947)

## Supercentenarie(1)
- Annie Jennings, supercentenaria britannica (Chesterfield, n. 1884 - Chesterfield, † 1999)

## Tromboniste(1)
- Annie Whitehead, trombonista britannica (Oldham, n. 1955)

## Tuffatrici(1)
- Annie Pelletier, ex tuffatrice canadese (Montréal, n. 1973)

## Veliste(1)
- Annie Haeger, velista statunitense (East Troy, n. 1990)

## Senza attività specificata(2)
- Annie Chapman, britannica (Londra, n. 1840 - Londra, † 1888)
- Annie Pétain, francese (Courquetaine, n. 1877 - Parigi, † 1962)